# Федеріка Ізола
Федеріка Ізола (італ. Federica Isola; нар. 27 вересня 1999 року, Мілан, Італія) — італійська фехтувальниця на шпагах, бронзова призерка Олімпійських ігор 2020 року, призерка чемпіонатів світу та Європи.

## Виступи на Олімпіадах
| Олімпіада  | Дисципліна          | Місце |
| ---------- | ------------------- | ----- |
| Токіо 2020 | індивідуальна шпага | 6     |
| Токіо 2020 | командна шпага      | 3     |